# Nadbagaż
Nadbagaż – amerykańska komedia romantyczna z 1997 roku.

## Opis fabuły
18-letnia Emily Hope pozoruje swoje porwanie, żeby zwrócić uwagę swojego ojca. Jednak sprawy wymykają się spod kontroli, kiedy samochód, w którym Emily się znajduje skrępowana taśmą przylepną w bagażniku, zostaje skradziony przez Vincenta i Grega. Dopiero w garażu znajdują dziewczynę. Nie zamierzają jej wypuścić, bojąc się, że pójdzie na policję. Tymczasem ojciec Emily prosi Raya, byłego agenta CIA, by odnalazł jego córkę.

## Obsada
- Alicia Silverstone − Emily
- Benicio del Toro − Vincent
- Christopher Walken − Ray
- Jack Thompson − Alexander
- Harry Connick Jr. − Greg
- Nicholas Turturro − Stick
- Michael Bowen − Gus
- Robert Wisden − Detektyw Sims
- Leland Orser − Detektyw Barnaby
- Sally Kirkland − Louise
- Hiro Kanagawa − Jon

i inni

## Nagrody i nominacje
Złota Malina 1997
- Najgorsza aktorka − Alicia Silverstone (nominacja)